# Julia Louis-Dreyfus
Julia Elizabeth Scarlett Louis-Dreyfus (ur. 13 stycznia 1961 w Nowym Jorku) – amerykańska aktorka, występowała w roli Elaine Benes w serialu telewizyjnym Kroniki Seinfelda, za którą otrzymała Złoty Glob (1994). 
Wielokrotnie nagrodzona nagrodą Emmy za role w Figurantce oraz w Nowych przygodach starej Christine.
Otrzymała tytuł doctora honoris causa nauk humanistycznych Uniwersytetu Northwestern.
Aktorka posiada swoją gwiazdę na Hollywoodzkiej Alei Gwiazd.

## Wybrana filmografia
Filmy
- 1986: Hannah i jej siostry jako Mary
- 1989: W krzywym zwierciadle: Witaj, Święty Mikołaju jako Margo Chester
- 1997: Dzień ojca jako Carrie Lawrence
- 1997: Przejrzeć Harry’ego jako Leslie
- 2013: Ani słowa więcej jako Eva
- 2020: Naprzód jako Laurel Lightfoot (głos)
- 2020: Zjazd (Downhill) jako Billie
- 2023: My i wy (You People) jako Shelley

Seriale telewizyjne
- 1990–1998: Kroniki Seinfelda jako Elaine Benes
- 2006–2010: Nowe przygody starej Christine jako Christine Campbell
- 2012–2019: Figurantka jako Selina Meyer
- 2021: Falcon i Zimowy Żołnierz jako Valentina Allegra de Fontaine